# Lincoln (Missouri)
Lincoln é uma cidade localizada no estado americano de Missouri, no Condado de Benton.

## Demografia
Segundo o censo americano de 2000, a sua população era de 1026 habitantes.
Em 2006, foi estimada uma população de 1095, um aumento de 69 (6.7%).

## Geografia
De acordo com o United States Census Bureau tem uma área de
2,6 km², dos quais 2,5 km² cobertos por terra e 0,1 km² cobertos por água. Lincoln localiza-se a aproximadamente 282 m acima do nível do mar.

## Localidades na vizinhança
O diagrama seguinte representa as localidades num raio de 24 km ao redor de Lincoln.